# Masakatsu Takagi
Pour les articles homonymes, voir Takagi (homonymie).
Masakatsu Takagi (高木 正勝, Takagi Masakatsu), né en 1979 à Kameoka (Préfecture de Kyoto, Japon), est un musicien et cinéaste.

## Biographie
Masakatsu Takagi a fréquenté l'université de Kyoto (Kyoto University of Foreign Studies) où il a obtenu un diplôme d'anglais.
Son travail a été remarqué par Apple et une vidéo promotionnelle de trois minutes pour la compagnie a été faite sur la façon dont Masakatsu crée ses vidéos sur un système Macintosh avec Final Cut Pro et Logic Pro. Il utilise également Adobe After Effects et Adobe Photoshop dans ses vidéos.

## Discographie
- pia (2001)
- opus pia (2002)
- eating (2002)
- Journal for people (2002)
- eating 2 (2003)
- rehome (2003)
- sail (2003)
- world is so beautiful (2003)
- Coieda (2004)
- Journal for people (2006)
- world is so beautiful (2006)
- Air's note (2006)
- Bloomy girls (2006)
- Private/Public (2007)
- Tai Rei Tei Rio (2009)
- Ymene (2010)
- Niyodo (2011)
- Tama Tama (2011)
- bande-originale de Les Enfants loups, Ame et Yuki de Mamoru Hosoda (2012)
- bande-originale de Le Garçon et la Bête de Mamoru Hosoda (2015)
- bande-originale de Miraï, ma petite sœur de Mamoru Hosoda (2018)
- Marginalia (2018)
- Marginalia II (2019)
- bande-originale de It stopped raining de Ryutaro Nakagawa (2019)
- Marginalia III (2021)
- Marginalia IV (2021)
- Marginalia V (2023)
- Marginalia VI (2024)
- Marginalia VII (2025)